# Listă de companii din Bulgaria
Aceasta este o listă de companii din Bulgaria:
- Bulgargaz
- Bulgartabac
- VMZ Sopot - producător de armament [1]
- Optix S.A.